# Kurfürstendamm
Kurfürstendamm (zkráceně také Kudamm) je převážně obchodní bulvár v západní části německého hlavního města Berlína. Začíná na náměstí Breitscheidplatz u Pamětního kostela císaře Viléma a končí na náměstí Rathenauplatz. Společně s ulicí Unter den Linden je uváděn jako nejznámější berlínská ulice svým významem podobná pařížské Champs-Elysées, případně newyorské Fifth Avenue. Nachází se zde celá řada významných a památkově chráněných budov, hotelů, luxusních butiků a dalších podniků.

## Název
Jméno ulice se poprvé objevuje mezi lety 1767 až 1787 a odkazuje na dříve zde vedoucí jezdeckou cestu (Damm) braniborského kurfiřta (Kurfürst) Joachima II. Hektora.

## Historie

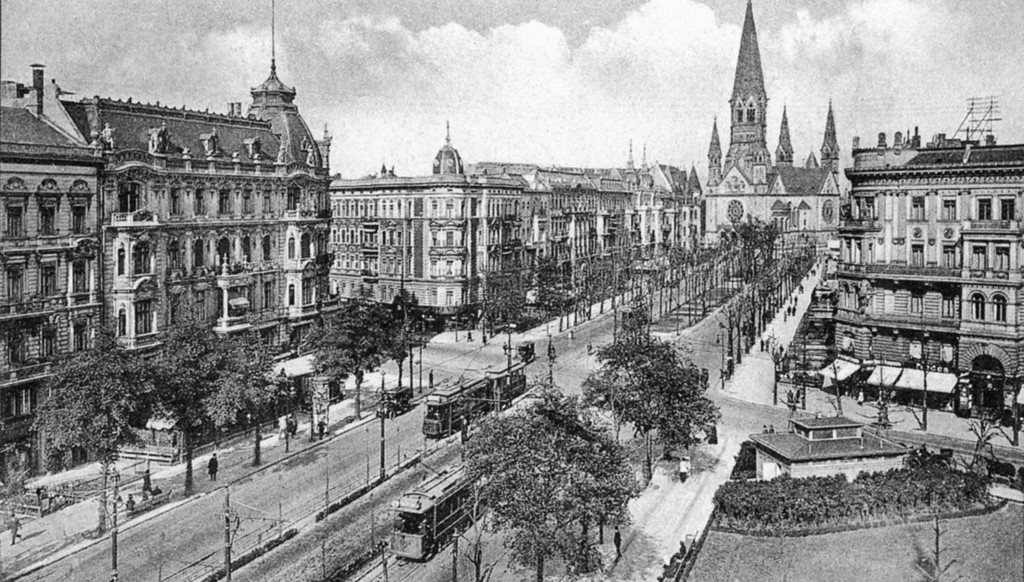
Kurfürstendamm v roce 1916

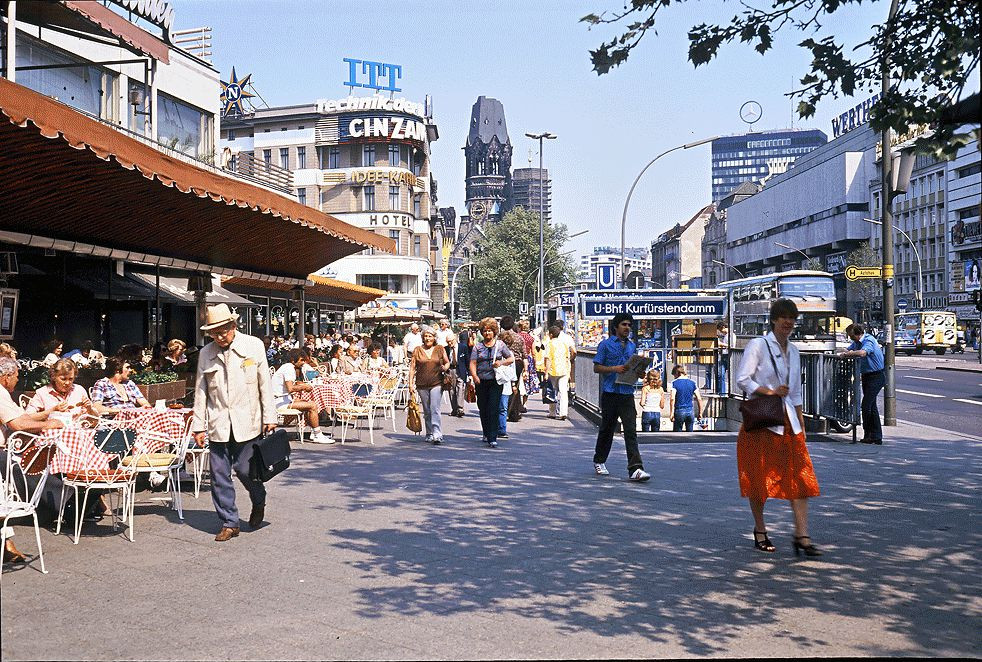
Pohled na bulvár v roce 1981

Lovecká cesta zpevněná opracovanými kůly vznikla kolem roku 1542 na přání tehdy nově zvoleného braniborského kurfiřta Joachima II. Hektora. Vedla od sídla braniborského markrabství v Charlottenburgu až na lovecký zámeček v Grunewaldu. První zachycení její existence se nachází v mapě z roku 1685, kde lze vidět její velkou část.
V druhé polovině 19. století byla tato cesta na příkaz prvního německého kancléře Otto von Bismarcka přeměněna na reprezentativní bulvár po vzoru těch francouzských a jeho tehdejší šířka dosahovala 53 metrů. Za datum vzniku bulváru je někdy uváděn 5. květen 1886, kdy zde začala jezdit parní tramvaj od berlínské zoologické zahrady až do čtvrti Halensee.
Ve 20. letech 20. století se stal Kurfürstendamm centrem společenského a nočního života plným významných podniků a divadel. Tuto éru však přerušila hospodářská krize a následující nástup nacismu, který ovlivnil jak celkový kulturní život v zemi obecně, tak konkrétně řadu židovských majitelů místních podniků, které postihly události takzvané Křišťálové noci v roce 1938. Za války význam bulváru dále upadal, řada budov padla během bombardování a nová vzpruha přišla až po rozdělení Berlína na západní a východní část, kdy se Kurfürstendamm stal srdcem západního Berlína jako protiklad k východoberlínskému náměstí Alexanderplatz. V této době vznikla řada významných budov jako Café Kranzler, obchodní dům Ku’damm-Eck a přestavěn byl téměř zničený Pamětní kostel císaře Viléma. V roce 1968 se ulice stala centrem protestů západoberlínských levicově orientovaných studentů. Po znovusjednocení bulvár přišel o výsadní postavení a jako centrum musí soupeřit s dalšími místy jako Alexanderplatz či nově budovaný Potsdamer Platz.

## Doprava

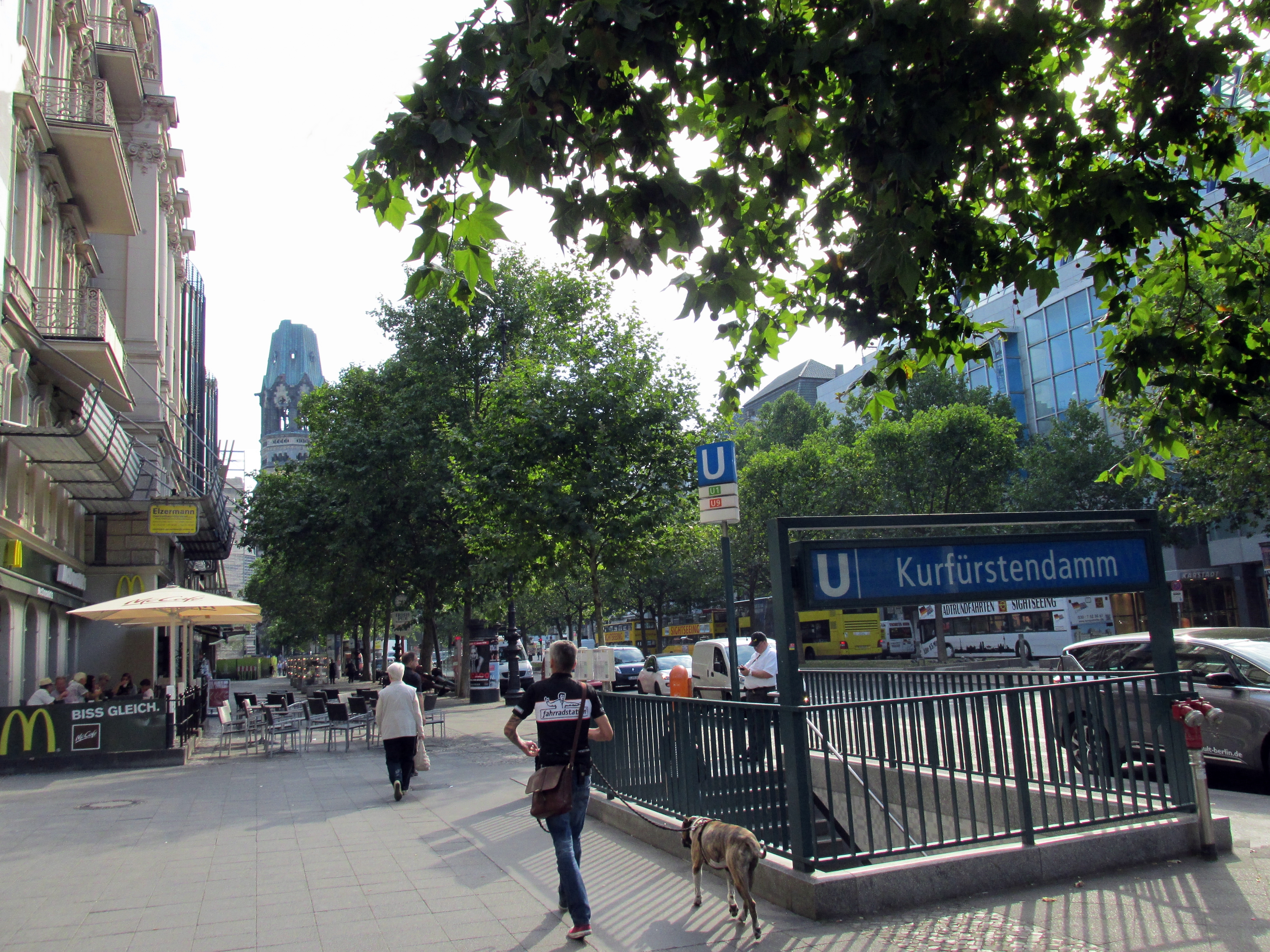
Pohled na vstup do stejnojmenné stanice metra

Ulice má charakter několikaproudové komunikace s častou parkovací plochou ve středové části. Přímo na bulváru se nachází několik stanic berlínského metra, jedná se o stejnojmennou stanici Kurfürstendamm (linky U9, U1), dále pak Uhlandstraße (U1) a Adenauerplatz (U7). Ke konci ulice v Halensee se nachází také dle čtvrti pojmenovaná stanice S-Bahn. Na úplném konci na Rathenauplatz lze sjet na berlínskou polookružní dálnici A100.